# Nastimir Ananiev
Nastimir Ananiev (Sofia, 17 luglio 1975) è un politico bulgaro, membro di Volt Bulgaria dal 2018.

## Biografia
Nastimir Ananiev si è laureato al Griffith College in Irlanda e all'American University in Bulgaria, nonché alla prestigiosa Harvard Kennedy School. È stato Direttore Marketing per l'Europa Centrale e Orientale del più grande college privato d'Irlanda .
Nel 2014 è stato eletto rappresentante alla XLIII Assemblea nazionale dal gruppo parlamentare del Blocco Riformatore, diventando presidente della commissione per i trasporti, le tecnologie dell'informazione e le comunicazioni. 
Nel 2017 ha lasciato il movimento "Bulgaria dei Cittadini" e il suo incarico di vicepresidente del partito a causa del debole risultato delle elezioni parlamentari del 2017 e della mancanza di responsabilità personale del presidente Nayden Zelenogorski . 
Nel 2018 ha aderito al partito paneuropeo Volt Europa, fondando la sezione bulgara. 
Nel novembre 2021 è stato rieletto deputato, in quota Volt, nella lista Continuiamo il Cambiamento.
Alle elezioni parlamentari del 2022 è stato rieletto per il suo terzo mandato, riuscendo ad essere l'unico parlamentare di Volt Bulgaria in Parlamento.